# Annie Belle (singolo)
Annie belle è il primo singolo della cantante italiana Linda Lee (pseudonimo di Rossana Barbieri), pubblicato nel novembre 1975. Il singolo è parte della colonna sonora del film La fine dell'innocenza.

## Descrizione
Il singolo è l'unico supporto discografico pubblicato della colonna sonora del film erotico La fine dell'innocenza, diretto da Massimo Dallamano e interpretato da Annie Belle, che rimane tuttora inedita nella sua versione integrale. Il brano Annie Belle, composto da Franco Bixio, Fabio Frizzi e Vince Tempera, su testo di Ciro Dammicco, è stato pubblicato in formato 7" in numerose edizioni in tutto il mondo ottenendo un buon successo.
Del disco esistono diverse edizioni. L'edizione italiana, pubblicata da Cinevox Record, sul lato B contiene una versione strumentale interpretata da "King" Alvin Set.. Un'edizione francese contiene sul lato B una diversa traccia, il brano Scandalo, sempre interpretato da Linda Lee. Un'edizione tedesca, pubblicata dalla Ariola, riporta invece sul lato B il brano Snare. Il disco viene pubblicato anche in Giappone con il titolo  愛の妖精 アニー・ベル End Of Innocence in due versioni cantate l'una in francese, l'altra in giapponese. Un'altra edizione giapponese sul lato B contiene invece una versione strumentale della stessa traccia Annie Belle.

## Tracce
7" Italia, Francia, Portogallo 1975
1. Linda Lee – Annie Belle (Ciro Dammicco, Franco Bixio, Fabio Frizzi, Vince Tempera)
2. "King" Alvin Set – Annie Belle Theme (Franco Bixio, Fabio Frizzi, Vince Tempera)

7" Francia 1975
1. Annie Belle (Ciro Dammicco, Franco Bixio, Fabio Frizzi, Vince Tempera)
2. Scandalo (Riz Ortolani)

7" Germania 1976
1. Annie Belle – 3:55 (Ciro Dammicco, Franco Bixio, Fabio Frizzi, Vince Tempera)
2. Snare – 2:43 (Riz Ortolani, Bruno Fulvio Tibaldi)

7" Giappone 1977
1. End Of Innocence (French) (Ciro Dammicco, Franco Bixio, Fabio Frizzi, Vince Tempera)
2. 愛の妖精 アニー・ベル End Of Innocence (Japanese) (Ciro Dammicco, Franco Bixio, Fabio Frizzi, Vince Tempera)

7" Giappone
1. アニー・ベルのテーマ Annie Belle (Ciro Dammicco, Franco Bixio, Fabio Frizzi, Vince Tempera)
2. アニー・ベルのテーマ(インストルメンタル) Annie Belle (instrumental) (Ciro Dammicco, Franco Bixio, Fabio Frizzi, Vince Tempera)